# Saison 1935-1936 du Racing Club de Strasbourg
Chronologie
Saison précédente Saison suivante
La saison 1935-1936 du Racing Club de Strasbourg, ou RC Strasbourg, est la deuxième saison que le club strasbourgeois dispute en première division.
Le RCS participe donc à la quatrième édition du Championnat de France de football, ainsi qu'à la 19e édition de la Coupe de France.
Cette saison, le club termine troisième, avec cinq points de retard sur le champion, le RC Paris.

## Championnat de France de football de Division 1

### Classement final
| Rang | Équipe                  | Pts | J  | G  | N  | P  | Bp | Bc | GA    |
| ---- | ----------------------- | --- | -- | -- | -- | -- | -- | -- | ----- |
| 1    | RC Paris CF             | 44  | 30 | 20 | 4  | 6  | 81 | 45 | 1,8   |
| 2    | Olympique lillois       | 41  | 30 | 17 | 7  | 6  | 62 | 32 | 1,938 |
| 3    | RC Strasbourg V         | 39  | 30 | 18 | 3  | 9  | 67 | 37 | 1,811 |
| 4    | FC Sochaux T            | 35  | 30 | 12 | 11 | 7  | 81 | 38 | 2,132 |
| 5    | AS Cannes               | 35  | 30 | 15 | 5  | 10 | 53 | 46 | 1,152 |
| 6    | Olympique de Marseille  | 33  | 30 | 14 | 5  | 11 | 61 | 55 | 1,109 |
| 7    | FC Sète                 | 32  | 30 | 14 | 4  | 12 | 49 | 48 | 1,021 |
| 8    | SC Fives                | 31  | 30 | 14 | 3  | 13 | 51 | 41 | 1,244 |
| 9    | Excelsior AC Roubaix    | 31  | 30 | 13 | 5  | 12 | 65 | 56 | 1,161 |
| 10   | Stade rennais UC        | 28  | 30 | 10 | 8  | 12 | 44 | 62 | 0,71  |
| 11   | CS Metz P               | 27  | 30 | 12 | 3  | 15 | 54 | 69 | 0,783 |
| 12   | FC Antibes              | 25  | 30 | 10 | 5  | 15 | 47 | 68 | 0,691 |
| 13   | FC Mulhouse             | 22  | 30 | 8  | 6  | 16 | 53 | 89 | 0,596 |
| 14   | Red Star Olympique      | 19  | 30 | 8  | 3  | 19 | 49 | 68 | 0,721 |
| 15   | US Valenciennes-Anzin P | 19  | 30 | 7  | 5  | 18 | 57 | 87 | 0,655 |
| 16   | Olympique d'Alès        | 19  | 30 | 5  | 9  | 16 | 39 | 72 | 0,542 |

Résultat
- Champion de France 1935-1936
- Vice-champion de France 1935-1936

Relégation
- 15e et 16e : relégation en Division 2

Abréviations
T : Tenant du titre

V : Vice-champion en titre

CF : Vainqueur de la Coupe de France 1935-36

P : Promus de Division 2
En cas d'égalité entre deux clubs, le premier critère de départage est la moyenne de buts.

## Coupe de France de football
Au stade des trente-deuxièmes de finale, le club affronte l'USL Dunkerque, un club de Division II. Ce match, disputé le 15 décembre 1935 à Strasbourg est gagné 6-1 par les strasbourgeois. Néanmoins, dès les seizièmes de finale, Strasbourg tombe face à l'AS Cannes. Les deux formations se rencontrent le 5 janvier 1936 à Marseille, et ce sont les Cannois qui s'imposent, sur le score de trois buts à un.